# Río Tsauchab

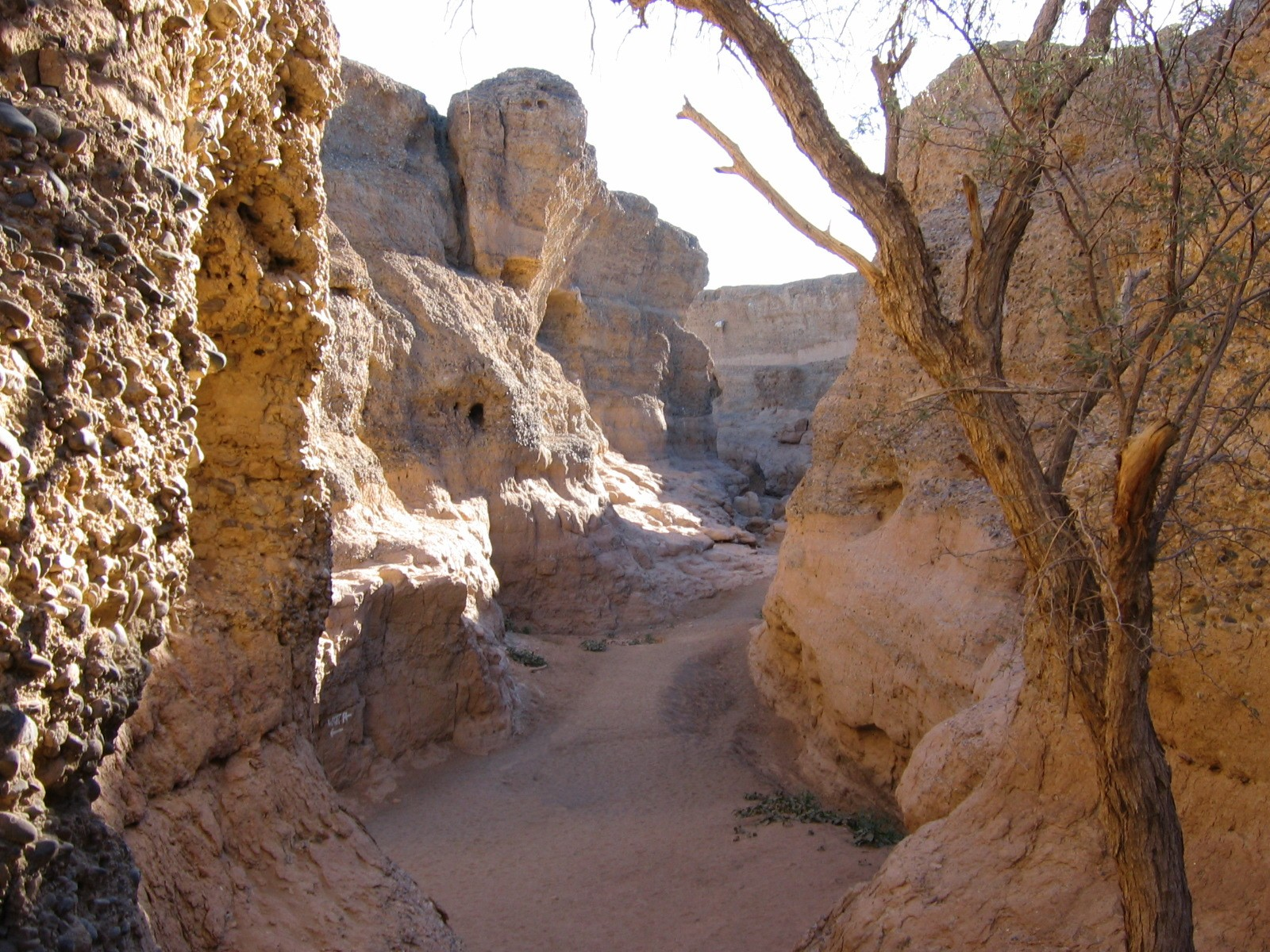
Sesriem Canyon, con el Tsauchab seco

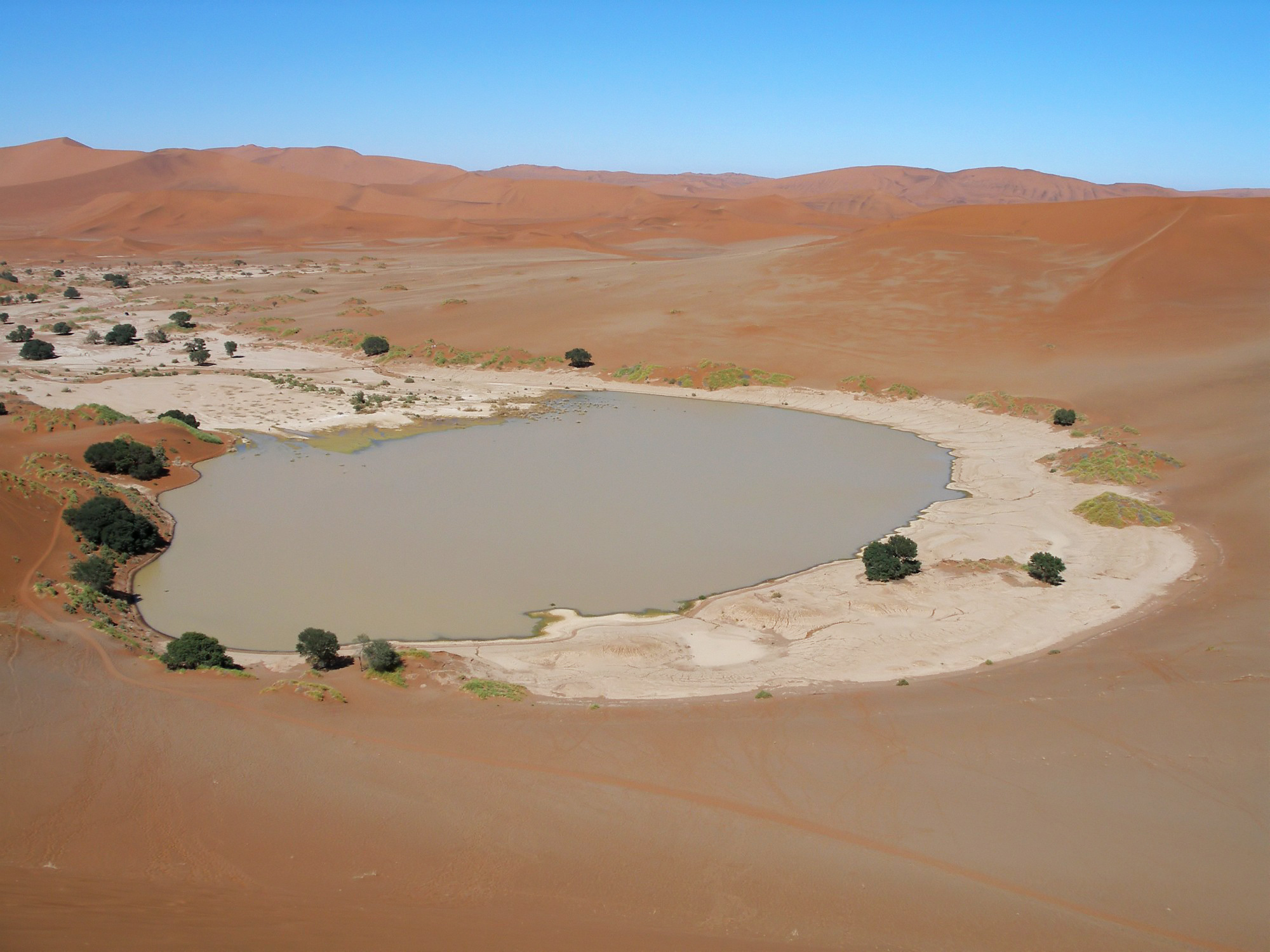
Lago formado en una porción del Tsauchab en la salina de Sossusvlei después de las lluvias

El río Tsauchab es un río efímero en la región de Hardap, en el centro de Namibia. Nace en el sur de las montañas Naukluft, desde donde fluye hacia el oeste a través del Parque nacional de Namib-Naukluft hacia Sossusvlei, una cuenca endorreica. El río inferior ha tenido en el pasado un curso ligeramente diferente y también ha formado otras dos cuencas, la de Deadvlei y la de Hiddenvlei.
El Tsauchab tiene una longitud aproximada de 150 km, su cuenca, incluido su afluente, el río Zebra, se estima entre 4000 y 4431 km². Dado que se encuentra en el desierto de Namib, el Tsauchab transporta agua sólo durante los raros momentos en que la lluvia cae en las montañas Naukluft y se escurre, ya que no puede filtrarse en el suelo con suficiente rapidez, efecto llamado «inundación relámpago». Durante estas lluvias, el Tsauchab se convierte en un río fuerte y rápido en cuestión de horas. Como resultado de las lluvias ocasionales, durante los últimos dos millones de años ha esculpido el Cañón Sesriem, un cañón de 1 km de largo y hasta 30 m de profundidad en la roca sedimentaria. Más allá del cañón, el Tsauchab se aplana y se ensancha, y está rodeado por un bosque ribereño mientras se inclina hacia la salina de Sossusvlei. En la zona de Sossusvlei, el bosque ribereño consiste tanto en árboles vivos, incluyendo Maerua crassifolia, como en los esqueletos restantes de árboles muertos.
Sossusvlei, el cañón Sesriem y las altas dunas de arena entre ambos son algunas de las  principales atracciones turísticas de Namibia.